# Wim van Dolder
Wim van Dolder (Breukelen-Nijenrode, 11 april 1903 – 13 februari 1969) was een Nederlands voetballer die speelde voor 't Gooi en driemaal uitkwam voor het Nederlands voetbalelftal.
Van Dolder was het derde kind van Maria Antonia Seldenrijk en Andries Christaan van Dolder. Laatstgenoemde was veehouder van beroep. Van Dolder speelde in de jaren 20 als rechtervleugelverdediger bij 't Gooi, dat toen uitkwam in de 1e klasse west II. Van Dolder werd gezien als een groot talent, maar ook als irritant omdat hij te vaak voor eigen succes ging. Van Dolder debuteerde op 4 november 1928 in het Nederlands voetbalelftal in een vriendschappelijke wedstrijd tegen het Belgisch voetbalelftal (1-1). Tegelijkertijd was dit de honderdste wedstrijd van de nationale ploeg. Van Dolder speelde daarna nog twee interlands tegen Italië en Zwitserland.
Door een knieblessure moest Van Dolder stoppen met voetballen, waarna hij in Bussum een fietsenwinkel begon. Hij bleef aanhanger van de club en kwam iedere thuiswedstrijd kijken op het sportpark.
Van Dolder trouwde in 1931 met Emma W. Moen. en kreeg twee dochters.
Van Dolder overleed op 13 februari 1969.